# Rugină

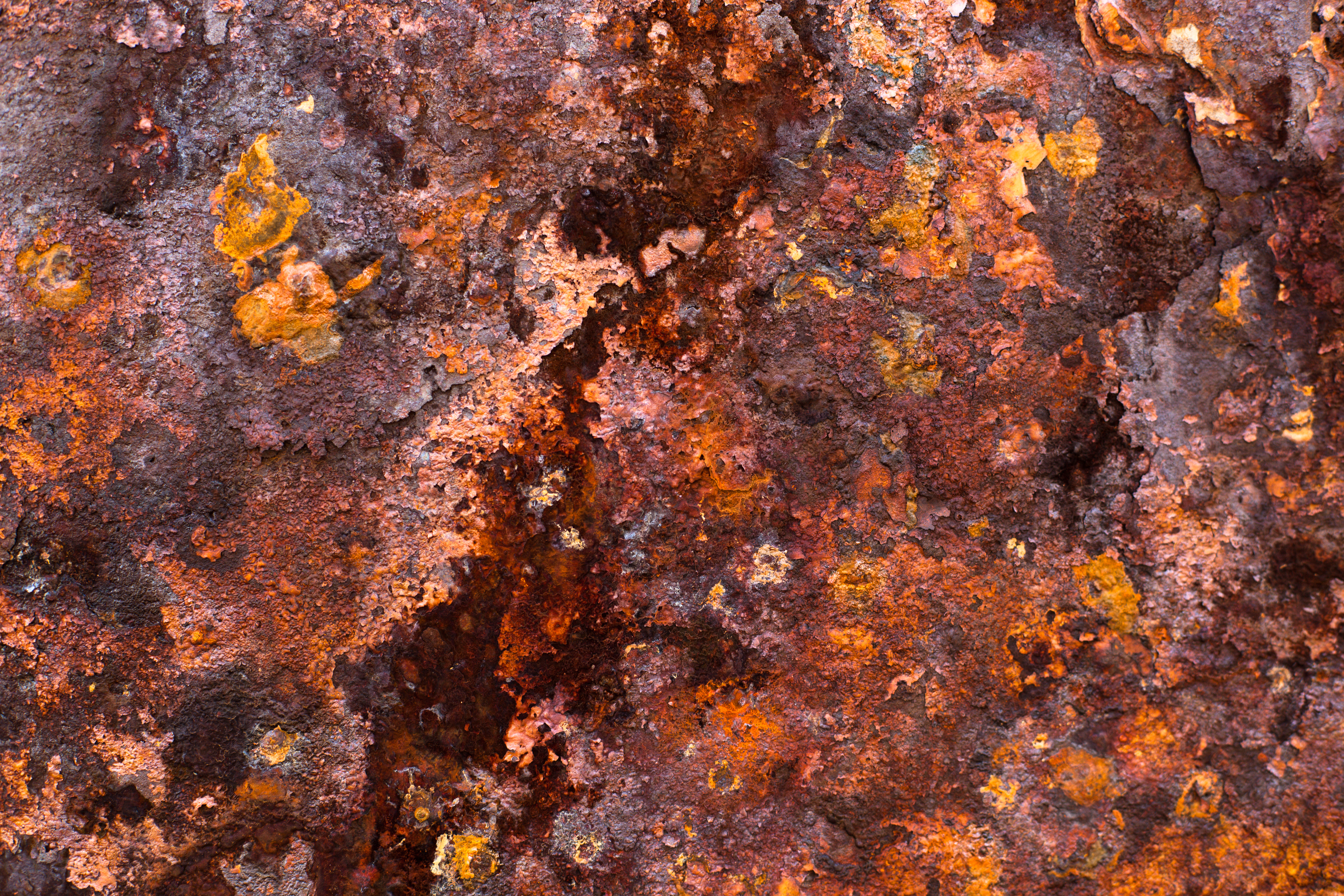
Culoarea şi textura specifică ruginei

Rugina este un oxid de fier, de obicei de culoare roșie, formată în urma reacției de oxidoreducere a fierului și oxigenului în prezența apei sau umidității atmosferice. Din punct de vedere chimic, este alcătuită din oxizi de fier (III) (Fe2O3·nH2O) și oxi-hidroxizi de fier (III) (FeO(OH), Fe(OH)3) hidratați.